# Jiří Veselý
Jiří Veselý (Příbram, 10 juli 1993) is een Tsjechische tennisspeler. Hij heeft twee ATP-toernooien gewonnen in het enkelspel en twee in het dubbelspel. Daarnaast stond hij nog eenmaal in de finale van een ATP-toernooi in het enkelspel en in het dubbelspel. Hij deed mee aan grandslamtoernooien. Hij heeft zeven challengers in het enkelspel en één challenger in het dubbelspel op zijn naam staan.

## Palmares

### Enkelspel
| Nr.                  | Datum           | Toernooi      | Ondergrond | Tegenstander in finale | Score               | Details |
| -------------------- | --------------- | ------------- | ---------- | ---------------------- | ------------------- | ------- |
| Gewonnen finales     |                 |               |            |                        |                     |         |
| 1.                   | 17 januari 2015 | ATP Auckland  | Hardcourt  | Adrian Mannarino       | 6-3, 6-2            | Details |
| 2.                   | 9 februari 2020 | ATP Pune      | Hardcourt  | Jahor Herasimaw        | 7-6(2), 5-7, 6-3    | Details |
| Verloren finales     |                 |               |            |                        |                     |         |
| 1.                   | 26 april 2015   | ATP Boekarest | Gravel     | Guillermo García López | 6-7(5), 6-7(11)     | Details |
| 2.                   | 4 maart 2022    | ATP Dubai     | Hardcourt  | Andrej Roebljov        | 3–6, 4–6            | Details |
| Gewonnen challengers |                 |               |            |                        |                     |         |
| 1.                   | 8 april 2013    | Mersin        | Gravel     | Simon Greul            | 6-1, 6-1            |         |
| 2.                   | 29 april 2013   | Ostrava       | Gravel     | Steve Darcis           | 6-4, 6-4            |         |
| 3.                   | 29 juli 2013    | Liberec       | Gravel     | Federico Delbonis      | 6-7(2), 7-6(7), 6-4 |         |
| 4.                   | 3 juni 2014     | Prostějov     | Gravel     | Norbert Gombos         | 6-2, 6-2            |         |
| 5.                   | 7 juni 2014     | Prostějov     | Gravel     | Laslo Đere             | 6-4, 6-2            |         |
| 6.                   | 7 juni 2015     | Prostějov     | Gravel     | Laslo Đere             | 6-4, 6-2            |         |
| 7.                   | 10 juni 2017    | Prostějov     | Gravel     | Federico Delbonis      | 5-7, 6-1, 7-5       |         |

### Mannendubbelspel
| Nr.                              | Datum           | Toernooi     | Ondergrond    | Partner          | Tegenstanders in finale      | Score       | Details |
| -------------------------------- | --------------- | ------------ | ------------- | ---------------- | ---------------------------- | ----------- | ------- |
| Gewonnen finales herendubbel     |                 |              |               |                  |                              |             |         |
| 1.                               | 19 oktober 2014 | ATP Moskou   | Hardcourt (I) | František Čermák | Samuel Groth Chris Guccione  | 7-6(2), 7-5 | Details |
| 2.                               | 7 mei 2017      | ATP Istanbul | Gravel        | Roman Jebavý     | Tuna Altuna Alessandro Motti | 6-0, 6-0    | Details |
| Verloren finales herendubbel     |                 |              |               |                  |                              |             |         |
| 1.                               | 21 juli 2018    | ATP Umag     | Gravel        | Roman Jebavý     | Robin Haase Matwé Middelkoop | 4-6, 4-6    | Details |
| Gewonnen challengers herendubbel |                 |              |               |                  |                              |             |         |
| 1.                               | 9 juni 2014     | Praag        | Hardcourt     | Roman Jebavý     | Hsin-Han Lee Zhang Ze        | 6-1, 6-3    |         |

## Resultaten grote toernooien
| Legenda | Legenda                          |
| ------- | -------------------------------- |
| g.t.    | geen toernooi gehouden           |
| l.c.    | lagere categorie                 |
| –       | niet deelgenomen                 |
| G       | uitgeschakeld in de groepsfase   |
| 1R      | uitgeschakeld in de eerste ronde |
| 2R      | uitgeschakeld in de tweede ronde |
| 3R      | uitgeschakeld in de derde ronde  |
| 4R      | uitgeschakeld in de vierde ronde |
| KF      | uitgeschakeld in de kwartfinale  |
| HF      | uitgeschakeld in de halve finale |
| F       | de finale verloren               |
| W       | het toernooi gewonnen            |
| w-v     | winst/verlies-balans             |

### Enkelspel
| grandslamtoernooien  |      |      |      |    |      |      |      |      |      |      |      |
| Australian Open      | –    | 1R   | 1R   | 1R | 1R   | 2R   | 1R   | –    | 2R   | 1R   | –    |
| Roland Garros        | 1R   | 2R   | 1R   | 2R | 3R   | 1R   | 1R   | 2R   | 1R   | 1R   | 1R   |
| Wimbledon            | –    | 3R   | 2R   | 4R | 2R   | 4R   | 3R   | g.t. | 2R   | 3R   |      |
| US Open              | 1R   | 1R   | 3R   | 2R | 1R   | –    | 1R   | 1R   | 1R   | 1R   |      |
| ATP Masters 1000     |      |      |      |    |      |      |      |      |      |      |      |
| Indian Wells         | –    | 3R   | 1R   | 1R | 2R   | 1R   | –    | g.t. | –    | –    | –    |
| Miami                | –    | 2R   | 1R   | 1R | 3R   | 2R   | –    | g.t. | 1R   | –    | –    |
| Monte Carlo          | –    | –    | 1R   | 3R | 2R   | –    | –    | g.t. | –    | –    | –    |
| Madrid               | –    | –    | 1R   | –  | –    | –    | –    | g.t. | –    | –    | –    |
| Rome                 | –    | –    | 2R   | –  | 2R   | –    | –    | –    | –    | –    | –    |
| Montreal/Toronto     | –    | –    | –    | –  | –    | –    | –    | g.t. | –    | –    |      |
| Cincinnati           | –    | –    | 1R   | 1R | 1R   | –    | –    | –    | –    | –    |      |
| Shanghai             | –    | –    | –    | –  | 1R   | –    | –    | g.t. | g.t. | g.t. |      |
| Parijs               | –    | –    | 1R   | –  | –    | –    | –    | –    | –    | –    |      |
| olympisch            |      |      |      |    |      |      |      |      |      |      |      |
| Olympische Spelen    | g.t. | g.t. | g.t. | –  | g.t. | g.t. | g.t. | g.t. | –    | g.t. | g.t. |
| statistieken         |      |      |      |    |      |      |      |      |      |      |      |
| totaal aantal titels | 0    | 0    | 1    | 0  | 0    | 0    | 0    | 1    | 0    | 0    | 0    |
| eindejaarsranking    | 84   | 66   | 41   | 55 | 62   | 89   | 105  | 68   | 82   | 112  |      |

### Dubbelspel
| grandslamtoernooien  |      |      |      |     |      |      |      |      |     |      |      |
| Australian Open      | –    | –    | 1R   | 2R  | 1R   | 1R   | –    | –    | 1R  | 1R   | –    |
| Roland Garros        | –    | –    | 2R   | 1R  | 3R   | 1R   | –    | 1R   | –   | 1R   | –    |
| Wimbledon            | –    | 2R   | 1R   | –   | 1R   | –    | –    | g.t. | 1R  | –    |      |
| US Open              | 2R   | 2R   | 2R   | –   | 1R   | –    | –    | –    | –   | 1R   |      |
| ATP Masters 1000     |      |      |      |     |      |      |      |      |     |      |      |
| (nog) geen deelnames |      |      |      |     |      |      |      |      |     |      |      |
| olympisch            |      |      |      |     |      |      |      |      |     |      |      |
| Olympische Spelen    | g.t. | g.t. | g.t. | –   | g.t. | g.t. | g.t. | g.t. | –   | g.t. | g.t. |
| statistieken         |      |      |      |     |      |      |      |      |     |      |      |
| totaal aantal titels | 0    | 1    | 0    | 0   | 1    | 0    | 0    | 0    | 0   | 0    | 0    |
| eindejaarsranking    | 303  | 123  | 181  | 184 | 135  | 177  | 584  | 651  | 342 | 686  |      |